# Черепаше озеро
Черепаше озеро (груз. კუს ტბა - Кус тба), яке також іноді називають Озеро Коркі (груз. ქორქის ტბა - Коркіс тба)  - невеличке озеро на південному заході Тбілісі, яке є популярним місцем відпочинку. Назва походить від великої кількості черепах, які раніше жили біля озера. В озеро впадає невеличка річка Варазісхеві, яка є притокою річки Кура. Знаходиться на схилі гори Мтацмінда неподалік від парку розваг «Мтацмінда» та поруч із Тбіліським етнографічним музеєм просто неба та парком Ваке. До озера можна легко дістатися за допомогою канатної дороги, яка тягнеться до нього із проспекту Чавчавадзе. Також до озера веде автомобільна дорога.
Озеро є популярним місцем відпочинку, зокрема купання та риболовлі. На бегезі озера є облаштований галичний пляж. Також на березі озера є невеличка концертна зала просто неба, де часто проходять концерти та фестивалі.